# Ambohimitombo
Ambohimitombo est une commune urbaine malgache située dans la partie sud-est de la région d'Amoron'i Mania.